# Tova Berlinski
Pour les articles homonymes, voir Berlinski.
Tova Berlinski (née le 20 avril 1915 à Oświęcim et décédée le 16 janvier 2022 à Jérusalem) est une peintre israélienne d'origine polonaise, doyenne de la communauté des peintres de Jérusalem.

## Biographie
Tova Berlinski est née à Oświęcim sous le nom de Gusta Wolf, la fille d'un hassid, propriétaire d'un magasin de meubles, Samuel Wolf, et de Gizela née Horowitz. Elle est l'aînée de six frères et sœurs.
Elle rencontre son mari, Elijah, grâce à son activité dans le mouvement de jeunesse sioniste. Dix jours après leur mariage, ils partent pour le mandat palestinien britannique d'alors pour rejoindre les pionniers travaillant à établir Israël. Ils arrivent en tant qu'immigrants illégaux, évitant les autorités britanniques qui restreignent l'immigration juive à l'époque. L'artiste reste en contact avec sa famille en Pologne tant qu'il est possible d'envoyer des lettres. Pendant la Seconde Guerre mondiale, sa famille en Pologne est morte à Auschwitz-Birkenau.
Au départ, elle se passionne de théâtre. Elle commence à peindre à l'âge de 38 ans. Dans les années 1953-1957, elle étudie à l'Académie des beaux-arts et du design Besaleela à Jérusalem; plus tard également à Paris sous la garde d'André Lhote et Henri Goetz, où elle est restée dans le cercle de l'expressionnisme abstrait. Jusqu'en 1952, elle a vécu à Tel-Aviv. Puis elle a vécu et travaillé à Jérusalem. En 1963, elle remporte le prix de Jérusalem et en 2000, elle reçoit le Mordechai Ish-Shalom pour l'ensemble de ses réalisations et sa contribution significative au développement de l'art.
Dans les années 1965-1984, elle est chargée de cours à l'Université populaire Beit Ha'Am Bezalel pour adultes, elle également donne également des cours privés dans son propre studio. En 1974, elle rejoint le groupe Aklim. Dans les années 1982-1984, elle est membre du Radius Group.
En 1984, pour la première fois depuis son départ de Pologne, l'artiste visite sa ville natale, Oświęcim. Plus tard, elle visite la ville à plusieurs reprises, refusant d'associer la ville uniquement à la lumière de l'histoire du camp de concentration qui existait ici et voulant souligner l'importance de ses souvenirs de son enfance heureuse dans cette ville.

## Création
À l'origine, les peintures de Tova Berlinski sont pleines de lumière et de couleurs. Au début de son travail, l'artiste est fascinée par les dessins d'enfants colorés, plus tard elle crée des abstractions colorées avec des allusions figuratives et des paysages. Au fil du temps, des motifs figuratifs apparaissent dans l'œuvre de l'artiste.
Ses peintures des années 1960 et 1970 montrent l'influence du passé à Oświęcim, dont l'artiste se souvient comme d'une belle ville et comme un souvenir du paysage idyllique de son enfance. Ces peintures représentent un style abstrait avec des couleurs contrastées et des contours noirs. Il y a aussi des figures floues dans les peintures de cette période, qui indiquent les membres de la famille qui sont morts pendant l'Holocauste.
Cependant, ce n'est que dans les années 1970 et 1980, que l'artiste commence à aborder directement la question de l'Holocauste. Ses peintures sont devenues de plus en plus abstraites et de plus grandes zones de couleur y sont apparues. Dans les années 1970, les couleurs deviennent plus modérées et monochromes, mais les taches de couleur grossissent et s'étalent sur toute la surface du tableau. Berlinsky a souvent peint des fenêtres fermées et des vues visibles à travers des volets fermés.
Plus tard, les paysages israéliens avec de grands cyprès et des rochers évoquent l'impression d'austérité et de vide. Des chaises vides sont présentées dans des natures mortes minimalistes. Dans les portraits, les membres de la famille apparaissent avec des traits ou des visages flous et décolorés qui se fondent dans des motifs géométriques - cela reflète la perte de la personne représentée.
Plus tard, le motif principal des peintures de Tova Berlinski est devenu des fleurs sombres, souvent noires, souvent dédiées aux parents et frères et sœurs assassinés à Auschwitz.
Tova Berlinski expose ses œuvres, entre autres en Israël, Grande-Bretagne, États-Unis et Pays-Bas,.  En janvier 2006, pour la première fois en Pologne, ses œuvres sont présentées à l'exposition intitulée "À propos de l'amour et de la mort" à la Galerie municipale Arsenał de Poznań. La même année, ils ont également été présentés au Centre juif d'Oświęcim et au Centre de la culture juive de Cracovie.
En 2006, Tova Berlinski fait don d'une de ses œuvres au musée d'Auschwitz-Birkenau. Il s'agit d'une image sans titre d'une seule fleur grise dans un vase en verre. Composition aux dimensions de 100 par 70 cm, dans les tons gris et noir, a été réalisée sur papier selon une technique mixte. Un an plus tard, l'artiste fait don de deux tableaux à la collection du Centre juif d'Oświęcim.

### Expositions individuelles
- 1967 : Galerie d'art Chemerinsky, Tel-Aviv
- 1975 : Pastel 1975, Galerie Debel, Jérusalem
- 1976 : Galerie Debel, Jérusalem
- 1991 : Pastel sur papier, Galerie Sara Levi, Tel-Aviv
- 1992 : Peintures à l'huile, Jérusalem
- 1995 : Fleurs noires, Musée d'Israël, Jérusalem
- 1995 : Musée d'art d'Herzeliya, Herzeliya
- 1999 : Galerie Artspace, Jérusalem
- 2002 : Dessins et peintures à l'huile, Jérusalem.